# Ramiro Ramos Salinas
Ramiro Ramos Salinas (Nuevo Laredo, Tamaulipas, 8 de septiembre de 1969) es un político, funcionario, contador y activista mexicano.
Forma parte del Partido Revolucionario Institucional, y es cofundador de la asociación civil Corazón Abierto de Nuevo Laredo en 2005. Actualmente es Coordinador del Grupo Parlamentario del Partido Revolucionario Institucional en la LXII Legislatura, presidiendo la Junta de Coordinación Política del Congreso Local.
Ha desempeñado diversos cargos en el servicio público, como Subdirector de Profesionalización, Director de Vinculación Ciudadana de Nuevo Laredo, Director de la Secretaría Técnica de Evaluación y Seguimiento, y como Subsecretario de Transporte Público en el Gobierno del Estado de Tamaulipas.

## Formación
En 1991 se titula como Contador Público Auditor por la Facultad de Comercio, Administración y Ciencias Sociales de la Universidad Autónoma de Tamaulipas de 1993 a 1995 es Maestro en Administración de Negocios por la Universidad Internacional Texas A&M.
De 1992 a 1997 se desempeña como Catedrático en la Facultad de Comercio, Administración y Ciencias Sociales de Nuevo Laredo de la Universidad Autónoma de Tamaulipas. Catedrático por oposición de la Escuela Superior de Comercio y Administración del Instituto Politécnico Nacional de 1998 a 2000 y profesor del TEC Milenio
Es socio fundador de la Asociación Civil “Corazón Abierto” de Nuevo Laredo; organización filantrópica no lucrativa cuyos fines son promover el amor al género humano, en una forma constructiva orientada a promover y organizar la ayuda desinteresada a los demás
Ha participado intermitentemente en la prensa en distintos Estados de la República, publicando columnas editoriales en diversos periódicos de Nuevo León, Guanajuato, Oaxaca y Tamaulipas. Ha sido Editorialista invitado en el periódico El Norte. Es comentarista del Programa Panorama 91 de X.H.N.O.E. FM.
Actualmente es estudiante del doctorado en Administración Pública en la Universidad Autónoma de Tamaulipas.

## Ámbito político
Dentro de la administración pública municipal en Nuevo Laredo se desempeñó del 2005 al 2006 como Subdirector de Profesionalización, Director de Vinculación Ciudadana, del 2008 al 2010 de Director de la Secretaría Técnica de Evaluación y Seguimiento.  Entre 2011 y 2012 fungió como Sub-Secretario de Transporte Público en el Gobierno del Estado de Tamaulipas.
Del 2012 al 2013 ocupó el cargo de Presidente del Comité Directivo Estatal del PRI en Tamaulipas.
Desde 2014 es Presidente Nacional de la Conferencia Nacional de Legisladores Priistas, A.C. (CONALPRI) . Actualmente es Presidente de la Junta Coordinación Política de la LXII Legislatura del Honorable Congreso del Estado de Tamaulipas.
Actualmente es maestro del colegio irlandés.

## Familia
Ramiro Ramos Salinas el cuarto hijo del Matrimonio formado por Amparo Salinas y Pedro Ramos González. En octubre de 1998 contrae matrimonio con Antonia Mónica García Velázquez (18), con quien formado una familia con cuatro hijos.